# Ian Axford
Sir William Ian Axford (* 2. Januar 1933 in Dannevirke, Neuseeland; † 13. März 2010 in Napier, Neuseeland) war ein neuseeländischer Astrophysiker. Von 1974 bis zu seiner Emeritierung war er Direktor am Max-Planck-Institut für Aeronomie. 
Axford studierte Mathematik und Ingenieurwesen an der Universität von Canterbury (Neuseeland), in Manchester und in Cambridge/UK. Er promovierte 1960 an der Universität Manchester. 1967 wurde er Professor an der Cornell University in den USA, von 1967 bis 1974 war er Professor für Physik und angewandte Physik an der University of California in San Diego. 1974 wurde er zum Wissenschaftlichen Mitglied der Max-Planck-Gesellschaft und zum Direktor am damaligen MPI für Aeronomie berufen.
Nach Axford ist ein neuseeländisches „Fellowship in Public Policy“ benannt.

## Preise, Auszeichnungen, Mitgliedschaften
- Ehrendoktorwürden der Universität Canterbury und der Victoria University
- Chapman-Medaille der Royal Astronomical Society
- seit 1986 Mitglied der Royal Society London
- 1996 wurde er als Knight Bachelor in den persönlichen Adelsstand erhoben
- Ehrenmitglied der Royal Society New Zealand
- seit 1989 Mitglied der Academia Europaea[2]
- seit 1983 Foreign Associate der National Academy of Sciences

Der Asteroid (5097) Axford wurde nach ihm benannt.